# CCDC91
CCDC91 (англ. Coiled-coil domain containing 91) – білок, який кодується однойменним геном, розташованим у людей на 12-й хромосомі. Довжина поліпептидного ланцюга білка становить 441 амінокислот, а молекулярна маса — 49 971.
| 10         |  | 20         |  | 30         |  | 40         |  | 50         |
| ---------- |  | ---------- |  | ---------- |  | ---------- |  | ---------- |
| MDDDDFGGFE |  | AAETFDGGSG |  | ETQTTSPAIP |  | WAAFPAVSGV |  | HLSPSSPEIV |
| LDRDHSSSIG |  | CLSSDAIISS |  | PENTHAANSI |  | VSQTIPKAQI |  | QQSTHTHLDI |
| SLFPLGLTDE |  | KSNGTIALVD |  | DSEDPGANVS |  | NIQLQQKISS |  | LEIKLKVSEE |
| EKQRIKQDVE |  | SLMEKHNVLE |  | KGFLKEKEQE |  | AISFQDRYKE |  | LQEKHKQELE |
| DMRKAGHEAL |  | SIIVDEYKAL |  | LQSSVKQQVE |  | AIEKQYISAI |  | EKQAHKCEEL |
| LNAQHQRLLE |  | MLDTEKELLK |  | EKIKEALIQQ |  | SQEQKEILEK |  | CLEEERQRNK |
| EALVSAAKLE |  | KEAVKDAVLK |  | VVEEERKNLE |  | KAHAEERELW |  | KTEHAKDQEK |
| VSQEIQKAIQ |  | EQRKISQETV |  | KAAIIEEQKR |  | SEKAVEEAVK |  | RTRDELIEYI |
| KEQKRLDQVI |  | RQRSLSSLEL |  | FLSCAQKQLS |  | ALIATEPVDI |  | E          |

A: Аланін

C: Цистеїн

D: Аспарагінова кислота

E: Глутамінова кислота

F: Фенілаланін

G: Гліцин

H: Гістидин

I: Ізолейцин

K: Лізин

L: Лейцин

M: Метіонін

N: Аспарагін

P: Пролін

Q: Глутамін

R: Аргінін

S: Серин

T: Треонін

V: Валін

W: Триптофан

Кодований геном білок за функцією належить до фосфопротеїнів. 
Задіяний у таких біологічних процесах, як транспорт, транспорт білків, альтернативний сплайсинг. 
Локалізований у мембрані, апараті гольджі.